# Súlyemelés a 2010. évi nyári ifjúsági olimpiai játékokon
A 2010. évi nyári ifjúsági olimpiai játékokon a súlyemelés versenyeinek Szingapúrban a Toa Payoh Sports Hall adott otthont augusztus 15. és 19. között. A fiúknál 6, a lányoknál 5 súlycsoportban rendeztek versenyeket.

## Naptár
Valamennyi versenyszám időtartamát 2 óra hosszúságúra tervezték.
|      | Súlycsoport | Hét       | Nap           | Kezdés időpontja |
| ---- | ----------- | --------- | ------------- | ---------------- |
| Fiú  | 56 kg       | Vasárnap  | augusztus 15. | 18:00            |
| Fiú  | 62 kg       | Hétfő     | augusztus 16. | 18:00            |
| Fiú  | 69 kg       | Kedd      | augusztus 17. | 14:30            |
| Fiú  | 77 kg       | Szerda    | augusztus 18. | 11:00            |
| Fiú  | 85 kg       | Szerda    | augusztus 18. | 18:00            |
| Fiú  | +85 kg      | Csütörtök | augusztus 19. | 11:00            |
| Lány | 48 kg       | Vasárnap  | augusztus 15  | 14:30            |
| Lány | 53 kg       | Hétfő     | augusztus 16. | 14:30            |
| Lány | 58 kg       | Kedd      | augusztus 17. | 11:00            |
| Lány | 63 kg       | Kedd      | augusztus 17. | 18:00            |
| Lány | +63 kg      | Szerda    | augusztus 18. | 14:30            |

## Éremtáblázat
(Az egyes számoszlopok legmagasabb értéke, vagy értékei vastagítással kiemelve.)
| A 2010. évi nyári ifjúsági olimpiai játékok éremtáblázata súlyemelésben | A 2010. évi nyári ifjúsági olimpiai játékok éremtáblázata súlyemelésben | A 2010. évi nyári ifjúsági olimpiai játékok éremtáblázata súlyemelésben | A 2010. évi nyári ifjúsági olimpiai játékok éremtáblázata súlyemelésben | A 2010. évi nyári ifjúsági olimpiai játékok éremtáblázata súlyemelésben | Olimpia  |
| ----------------------------------------------------------------------- | ----------------------------------------------------------------------- | ----------------------------------------------------------------------- | ----------------------------------------------------------------------- | ----------------------------------------------------------------------- | -------- |
|                                                                         | Ország                                                                  | Arany                                                                   | Ezüst                                                                   | Bronz                                                                   | Összesen |
| 1.                                                                      | Kína (CHN)                                                              | 2                                                                       | 2                                                                       | 0                                                                       | 4        |
|                                                                         | Oroszország (RUS)                                                       | 2                                                                       | 2                                                                       | 0                                                                       | 4        |
| 3.                                                                      | Bulgária (BUL)                                                          | 2                                                                       | 0                                                                       | 0                                                                       | 2        |
| 4.                                                                      | Kazahsztán (KAZ)                                                        | 1                                                                       | 1                                                                       | 1                                                                       | 3        |
| 5.                                                                      | Észak-Korea (PRK)                                                       | 1                                                                       | 0                                                                       | 1                                                                       | 2        |
| 6.                                                                      | Vietnám (VIE)                                                           | 1                                                                       | 0                                                                       | 0                                                                       | 1        |
|                                                                         | Azerbajdzsán (AZE)                                                      | 1                                                                       | 0                                                                       | 0                                                                       | 1        |
|                                                                         | Irán (IRI)                                                              | 1                                                                       | 0                                                                       | 0                                                                       | 1        |
| 9.                                                                      | Thaiföld (THA)                                                          | 0                                                                       | 3                                                                       | 0                                                                       | 3        |
|                                                                         |                                                                         |                                                                         |                                                                         |                                                                         |          |
| 10.                                                                     | Örményország (ARM)                                                      | 0                                                                       | 1                                                                       | 1                                                                       | 2        |
| 11.                                                                     | Tajvan (TPE)                                                            | 0                                                                       | 1                                                                       | 0                                                                       | 1        |
|                                                                         | Kolumbia (COL)                                                          | 0                                                                       | 1                                                                       | 0                                                                       | 1        |
|                                                                         |                                                                         |                                                                         |                                                                         |                                                                         |          |
| 13.                                                                     | Indonézia (INA)                                                         | 0                                                                       | 0                                                                       | 1                                                                       | 1        |
|                                                                         | Venezuela (VEN)                                                         | 0                                                                       | 0                                                                       | 1                                                                       | 1        |
|                                                                         | Törökország (TUR)                                                       | 0                                                                       | 0                                                                       | 1                                                                       | 1        |
|                                                                         | Kuba (CUB)                                                              | 0                                                                       | 0                                                                       | 1                                                                       | 1        |
|                                                                         | Nigéria (NGR)                                                           | 0                                                                       | 0                                                                       | 1                                                                       | 1        |
|                                                                         | Mexikó (MEX)                                                            | 0                                                                       | 0                                                                       | 1                                                                       | 1        |
|                                                                         | Ukrajna (UKR)                                                           | 0                                                                       | 0                                                                       | 1                                                                       | 1        |
|                                                                         | Egyiptom (EGY)                                                          | 0                                                                       | 0                                                                       | 1                                                                       | 1        |
|                                                                         |                                                                         |                                                                         |                                                                         |                                                                         |          |
| Összesen                                                                | Összesen                                                                | 11                                                                      | 11                                                                      | 11                                                                      | 33       |

## Érmesek

### Fiú
| Súlycsoport | Arany                              | Arany  | Ezüst                                 | Ezüst  | Bronz                                | Bronz  |
| ----------- | ---------------------------------- | ------ | ------------------------------------- | ------ | ------------------------------------ | ------ |
| 56 kg       | Kim Tuan Thach · Vietnám (VIE)     | 256 kg | Jiawu Xie · Kína (CHN)                | 254 kg | Smbat Margaryan · Örményország (ARM) | 243 kg |
| 62 kg       | Song Chol Kim · Észak-Korea (PRK)  | 257 kg | Jose Mena · Kolumbia (COL)            | 247 kg | Emre Buyukunlu · Törökország (TUR)   | 246 kg |
| 69 kg       | Nijat Rahimov · Azerbajdzsán (AZE) | 295 kg | Xingbin Gong · Kína (CHN)             | 293 kg | Ediel Marquez Ona · Kuba (CUB)       | 283 kg |
| 77 kg       | Artem Okulov · Oroszország (RUS)   | 327 kg | Chatuphum Chinnawong · Thaiföld (THA) | 311 kg | Rustem Sybay · Kazahsztán (KAZ)      | 285 kg |
| 85 kg       | Georgi Shikov · Bulgária (BUL)     | 335 kg | Alexey Kosov · Oroszország (RUS)      | 334 kg | Kostyantyn Reva · Ukrajna (UKR)      | 320 kg |
| +85 kg      | Alireza Kazeminejad · Irán (IRI)   | 351 kg | Gor Minasyan · Örményország (ARM)     | 350 kg | Hassan Mohamed · Egyiptom (EGY)      | 330 kg |

### Lány
| Súlycsoport | Arany                                                  | Arany  | Ezüst                                                           | Ezüst  | Bronz                               | Bronz  |
| ----------- | ------------------------------------------------------ | ------ | --------------------------------------------------------------- | ------ | ----------------------------------- | ------ |
| 48 kg       | Yuan Tian · Kína (CHN)                                 | 190 kg | Sirivimon Pramongkhol · Thaiföld (THA)                          | 163 kg | Genesis Rodriguez · Venezuela (VEN) | 154 kg |
| 53 kg       | Boyanka Kostova · Bulgária (BUL)                       | 192 kg | Kuo Hsing-Chun · Tajvan (TPE)                                   | 174 kg | Safitri Dewi · Indonézia (INA)      | 171 kg |
| 58 kg       | Wei Deng · Kína (CHN)                                  | 242 kg | Zulfiya Chinshanlo · Kazahsztán (KAZ)                           | 225 kg | Racheal Ekoshoria · Nigéria (NGR)   | 190 kg |
| 63 kg       | Zhazira Zhapparkul · Kazahsztán (KAZ)                  | 205 kg | Diana Akhmetova · Oroszország (RUS)                             | 204 kg | Aremi Fuentes · Mexikó (MEX)        | 194 kg |
| +63 kg      | Olga Zubova · Oroszország (RUS) · (testsúly: 71,59 kg) | 251 kg | Chitchanok Pulsabsakul · Thaiföld (THA) · (testsúly: 119,89 kg) | 251 kg | Kuk Hyang Kim · Észak-Korea (PRK)   | 244 kg |